# The Final Countdown (bài hát)
"The Final Countdown" là một đĩa đơn hit năm 1986 của ban nhạc hard rock Thụy Điển Europe. Viết bởi Joey Tempest, đây là đĩa đơn đầu tiên được phát hành trên phạm vi quốc tế từ cuốn album thứ ba của nhóm cùng tên The Final Countdown. Bài hát đã đạt vị trí số 1 tại 25 quốc gia, bao gồm Vương quốc Anh, và được đĩa vàng tại Anh vào năm 1986, bán được hơn 8 triệu đĩa trên khắp thế giới. Ở Mỹ, ca khúc này đạt vị trí thứ 8 trên bảng xếp hạng Billboard Hot 100 và đứng ở vị trí 18 trên bảng xếp hạng Billboard Album Rock Tracks.

## Bảng xếp hạng

### Bảng xếp hạng hàng tuần
| Bảng xếp hạng (1986–1987)           | Vị trí cao nhất |
| ----------------------------------- | --------------- |
| Australia (Kent Music Report)       | 2               |
| Áo (Ö3 Austria Top 40)              | 1               |
| Bỉ (Ultratop 50 Flanders)           | 1               |
| Canada Top Singles (RPM)            | 5               |
| Europe (Pan-European Charts)        | 1               |
| Finland (Suomen virallinen lista)   | 1               |
| Pháp (SNEP)                         | 1               |
| Đức (GfK)                           | 1               |
| Ireland (IRMA)                      | 1               |
| Italy (FIMI)                        | 1               |
| Hà Lan (Dutch Top 40)               | 1               |
| Hà Lan (Single Top 100)             | 1               |
| New Zealand (Recorded Music NZ)     | 12              |
| Na Uy (VG-lista)                    | 4               |
| South Africa (Springbok Radio)      | 1               |
| Spain (AFYVE)                       | 1               |
| Thụy Điển (Sverigetopplistan)       | 1               |
| Thụy Sĩ (Schweizer Hitparade)       | 1               |
| Anh Quốc (OCC)                      | 1               |
| US Billboard Mainstream Rock Tracks | 18              |
| US Billboard Hot 100                | 8               |
| US Cash Box                         | 10              |

| Bảng xếp hạng (2015)                 | Vị trí cao nhất |
| ------------------------------------ | --------------- |
| US Billboard Hard Rock Digital Songs | 1               |

| Bảng xếp hạng (2020)     | Vị trí cao nhất |
| ------------------------ | --------------- |
| Nhật Bản (Japan Hot 100) | 59              |

| Bảng xếp hạng (2023)            | Vị trí cao nhất |
| ------------------------------- | --------------- |
| Hungary (Single Top 40)         | 30              |
| Poland (Polish Airplay Top 100) | 49              |

### Bảng xếp hạng cuối năm
| Bảng xếp hạng (1986)              | Vị trí |
| --------------------------------- | ------ |
| Austria (Ö3 Austria Top 40)       | 28     |
| Belgium (Ultratop 50 Flanders)    | 4      |
| Europe (European Hot 100)         | 22     |
| France (SNEP)                     | 3      |
| Germany (Official German Charts)  | 9      |
| Netherlands (Dutch Top 40)        | 2      |
| Netherlands (Single Top 100)      | 1      |
| Switzerland (Schweizer Hitparade) | 13     |
| UK Singles (OCC)                  | 16     |

| Bảng xếp hạng (1987)                | Vị trí |
| ----------------------------------- | ------ |
| Australia (Australian Music Report) | 10     |
| Austria (Ö3 Austria Top 40)         | 18     |
| Canada Top Singles (RPM)            | 46     |
| Europe (European Hot 100 Singles)   | 29     |
| South Africa (Springbok Radio)      | 7      |